# Utile Dulci

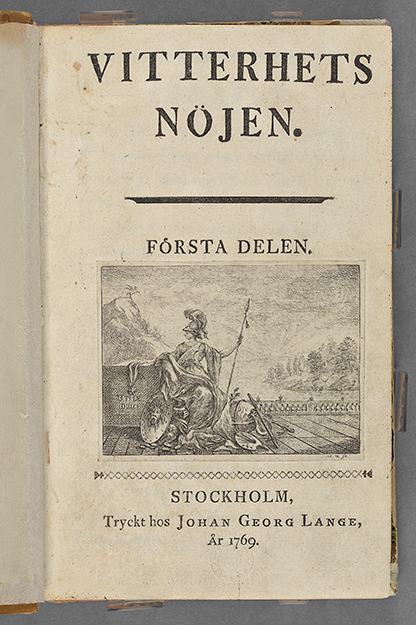
Sällskapets tidskrift Vitterhets-nöjen

Utile Dulci var ett vittert och musikaliskt ordenssällskap i Stockholm. Sällskapet stiftades år 1766 till minne av Olof von Dalin, och hade sin sista sammankomst 1795. Namnet kommer från latinets "det nyttiga förenat med det nöjsamma", efter ett berömt Horatiuscitat.

## Medlemmar
Sällskapet stiftades av fem unga tjänstemän. Tjänstemännens sällskaplige ledare var Elis Schröderheim som då var en nittonårig extra ordinarie kanslist, men redan känd för sina sociala talanger. Efter tre år hade medlemmarnas antal redan vuxit till 150 och vid mitten av 1780-talet fanns omkring 540 medlemmar, bland annat hovmän, militärer, civila ämbetsmän, präster, läkare, lärare, konstnärer med flera. Bland medlemmarna fanns även några kvinnor, bland andra Anna Maria Lenngren. Även hertigarna Karl och Fredrik Adolf var medlemmar, och Gustav III blev ordens beskyddare. Sällskapet kallade sig både akademi ("academia apollinæa") och orden. Ett hemligt ceremoniväsen och en vidlyftig uppsättning av ordensämbetsmän bidrog till att ge sällskapet dess prägel. 
Personer, som stod utanför orden kallades "barbarer". Den invalde blev först "ämnessven" och kunde efter hand uppnå broder-, riddar- och commandeurgrader. Styrande utskott var "Stora areopagen", "Mindre areopagen" (sällskapets högsta vittra domstol, som ordnade tävlingar, tilldömde pris och granskade de skrifter som sällskapet ämnade publicera) samt "Hemliga areopagen" (sällskapets i sista hand beslutande myndighet).

## Verksamhet
Sammankomster hölls en gång i veckan och var dels "allmänna", dels "musikaliska". Dessa varade i fem timmar, varefter friare samkväm med supé och punschbålar började. I Utile Dulci fanns huvudstadens bästa musikkrafter. Det hade en stor och komplett symfoniorkester, väl besatt i synnerhet i fiolstämmorna, samt en blandad sångkör. Ibland anordnade orden offentliga konserter. Utile Dulci utgjorde en förberedelse till Kungliga Musikaliska Akademien och led då denna stiftades 1771 ett väsentligt avbräck. Vid mera framstående ordensbröders frånfälle hölls sorgfest med parentation och musik. Andra tillfällen till vältalighetsprov och festligheter gavs vid kungliga födelse- och högtidsdagar. 

### Pristävlingar
De litterära pristävlingarna spelade en viktig roll inom orden. Granskningsnämndens pedantiska iver att "hyfsa" tankar och uttryck gjorde ofta våld på skaldeindividualiteten. J.G. Oxenstierna beklagar sig över detta i sin dagbok, och Kellgren parodierar nämnden i "Foglarnas vitterhetsakademi". Författarna var anonyma, och sällskapet ansåg sig bära ansvaret för de i dess publikationer begångna felen mot den goda smaken, tills Kellgren som Utile Dulcis sekreterare (han blev det 1777) genomdrev, att författarnamnen sattes ut (1781), varvid de enskilda fick större spelrum för sin egen stil. 

### Publikationer
Utile Dulcis alster gavs ut under titeln Vitterhets-nöjen. Del I utkom 1769 och innehöll moraliska oden, naturbeskrivande dikter och satirer, allt i Gyllenborgs anda, del II 1770, med färgrikare dikter, huvudsakligen av Oxenstierna, del III 1772, vari Adlerbeth uppträdde med framgång, och del IV 1781, med de förnämsta bidragen av Kellgrens hand. Fastän Utile Dulci därefter inte gav ut något, upplevde det under förra hälften av 1780-talet sin glansperiod, då det anlitades som högsta domstol över smak och vitter begåvning (detta intygas till exempel av den bekanta episoden med Thorilds Passionerna). 
Utile Dulci stod i vänskaplig förbindelse med två samfund i landsorten, Apollini sacra i Uppsala och Aurorasällskapet i Åbo. 
Vid sidan av Vitterhetsakademien var Utile Dulci föregångare till Svenska Akademien, som vid sitt stiftande upptog dess främsta ledamöter (Kellgren, Gyllenborg, Oxenstierna, Adlerbeth, Rosenstein, Leopold, Schröderheim och N.L. Sjöberg). Creutz invaldes i Kungliga Vetenskapsakademien. Därefter avtynade Utile Dulci och upphörde i och med Schröderheims död 1795.